# Timočka Krajina
| Тимочка крајина Timočka krajina Тимошко Timoc | Тимочка крајина Timočka krajina Тимошко Timoc |
|                                               |                                               |
| --------------------------------------------- | --------------------------------------------- |
| Staat:                                        | Serbien                                       |
| Fläche:                                       | 7130 km²                                      |
| Einwohner:                                    | 304.154 (2002)                                |
| Hauptstadt:                                   | Zaječar                                       |

Die Timočka Krajina (serb. Тимочка крајина, bulg. Тимошко/Timoschko, rumän. Timoc) ist eine, durch den namensgebenden Fluss Timok geprägte, geographische Region im Osten Serbiens. Timočka Krajina heißt zu Deutsch etwa Grenzland des (Flusses) Timok, siehe dazu Krajina.

## Geographie
Die durch den Fluss Timok geprägte Region reicht von der Donau bis zum Gebirge Homolje und von Widin bis nah an die Morava (Serbien). Sie umfasst eine Fläche von 7130 km² und hat 304.154 Einwohner. Teile der Region befinden sich im Nationalpark Đerdap (63.608 ha), in dem u. a. Wölfe, Luchse und Bären zu finden sind.

### Geographisch
Geographisch umfasst die Timočka Krajina noch das Gebiet der Negotinska Krajina. Die Negotinska Krajina umfasst die beiden Opštinas Kladovo und die namensgebende Opština Negotin mit der Stadt Negotin.

### Politisch
Die Timočka Krajina umfasst die zwei serbischen Okruge (dt. Kreise) Bor und Zaječar und somit auch die folgenden acht Opštinas (dt. Gemeinden):
- Boljevac
- Bor
- Kladovo
- Knjaževac
- Majdanpek
- Negotin
- Sokobanja
- Zaječar

## Bevölkerung
Nach der Volkszählung von 2002 hatte die Timočka Krajina etwa 304.154 Einwohner, davon u. a. 86 % Serben, 8 % Walachen und 1 % Roma. 